# Angirey
Angirey ist eine Gemeinde im französischen Département Haute-Saône in der Region Bourgogne-Franche-Comté.

## Geographie
Angirey liegt auf einer Höhe von 215 m über dem Meeresspiegel, 13 Kilometer östlich von Gray und etwa 31 Kilometer nordwestlich der Stadt Besançon (Luftlinie). Das Dorf erstreckt sich im Südwesten des Départements, im Becken der Saône, in einer Mulde leicht erhöht am östlichen Rand der Talniederung des Cabri, am Westrand der Petits Bois de Gy.
Die Fläche des 8,87 km² großen Gemeindegebiets umfasst einen Abschnitt der leicht gewellten Landschaft südöstlich der Saône. Eingefasst wird das Gebiet im Westen durch den Cabri und im Süden durch die Morte. Diese sorgt für die Entwässerung nach Westen zur Saône. Beide Fließgewässer bewegen sich durch ausgedehnte Niederungen, die eine Breite von mehr als einem Kilometer aufweisen und durchschnittlich auf 200 m liegen. Die fruchtbaren Alluvialböden werden landwirtschaftlich genutzt. Die südöstliche Abgrenzung verläuft entlang dem Ruisseau de la Fontaine Rouge, einem kurzen Seitenbach der Morte. Nach Nordosten erstreckt sich das Gemeindeareal auf die Anhöhen der Petits Bois de Gy, die aus tertiären Ablagerungen aufgebaut sind. Der meist sandige Untergrund wird von einem ausgedehnten Wald bedeckt. Mit 260 m wird hier die höchste Erhebung von Angirey erreicht.
Nachbargemeinden von Angirey sind Igny und Vellemoz im Norden, La Chapelle-Saint-Quillain und Vellefrey-et-Vellefrange im Osten, Citey und Colombine im Süden sowie Sauvigney-lès-Gray im Westen.

## Geschichte
Erstmals urkundlich erwähnt wird Angirey im Jahr 1213. Im Mittelalter gehörte das Dorf zur Freigrafschaft Burgund und darin zum Gebiet des Bailliage d’Amont. Eine lokale Adelsfamilie ist im 13. Jahrhundert belegt. Zusammen mit der Franche-Comté gelangte Angirey mit dem Frieden von Nimwegen 1678 definitiv an Frankreich. Während des Zweiten Weltkrieges wurde Angirey niedergebrannt.

## Sehenswürdigkeiten
Die Kirche Saint-Martin stammt aus dem 18. Jahrhundert und besitzt eine bemerkenswerte Ausstattung, darunter eine reich skulptierte Kanzel, ein Kruzifix aus dem 16. Jahrhundert und einen Altar aus dem 18. Jahrhundert. Vor der Kirche steht ein Eisenkreuz aus dem 18. Jahrhundert. 
Ebenfalls sehenswert ist das überdachte Lavoir, das einst als Brunnen, Waschhaus und Viehtränke diente. Es wurde 1809 nach Plänen des Architekten Jean-Claude Disqueux erbaut.

## Bevölkerung
| Jahr                       | 1962 | 1968 | 1975 | 1982 | 1990 | 1999 |
| Einwohner                  | 176  | 146  | 132  | 139  | 132  | 134  |
| Quellen: Cassini und INSEE |      |      |      |      |      |      |

Mit 155 Einwohnern (1. Januar 2022) gehört Angirey zu den kleinsten Gemeinden des Département Haute-Saône. Nachdem die Einwohnerzahl in der ersten Hälfte des 20. Jahrhunderts abgenommen hatte (1911 wurden noch 241 Personen gezählt), verblieb sie seit Mitte der 1970er Jahre auf annähernd konstantem Niveau.

## Wirtschaft und Infrastruktur
Angirey war bis weit ins 20. Jahrhundert hinein ein vorwiegend durch die Landwirtschaft (Ackerbau, Obstbau und Viehzucht) und die Forstwirtschaft geprägtes Dorf. Außerhalb des primären Sektors gibt es nur wenige Arbeitsplätze im Dorf. Einige Erwerbstätige sind auch Pendler, die in den größeren Ortschaften der Umgebung ihrer Arbeit nachgehen.
Der Ort liegt abseits der größeren Durchgangsachsen an einer Departementsstraße, die von Gray nach La Chapelle-Saint-Quillain führt. Weitere Straßenverbindungen bestehen mit Igny und Citey.